# لزلی جمیسون
لزلی جمیسون (به انگلیسی: Leslie Jamison) رمان‌نویس و مقاله‌نویس آمریکایی است که عمدتاً دربارهٔ زنان می‌نویسد.